# 淡红舞蛛
淡红舞蛛（学名：Alopecosa subrufa）为狼蛛科舞蛛属的动物。在中国大陆，分布于青海等地。该物种的模式产地在青海。